# ساتوا
در طب سنتی هند باستان طبیعت وجود هر انسان بر اساس دو نوع دوشا قابل تعریف بود، دوشاهای شاریریکا (جسمانی) و ماناسیکا (ذهنی). دوشاهای جسمانی سه دسته هستد و واتا، پیتا و کافا نامیده می‌شوند. کافا (آب و خاک)، پیتا (آتش و آب) و واتا (هوا و اتر) دوشاهای جسمانی هستند. این دوشاها چیزهایی نیستند که بتوان آنها را لمس کرد یا چشید بلکه عملکردها و کیفیاتی می‌باشند که اگر با خصوصیات آنها آشنا باشیم می‌توانیم با دریافت آنها از طریق حواس به حضورشان پی ببریم.
دوشاهای ذهنی به سه دسته  ساتوا، راجاس و تاماس تقسیم می‌شوند که تری گونا نامیده می‌شوند. برخی معتقدند ساتوا، دوشا نمی‌باشد چرا که همیشه در حالت تعادل است؛ و دو دوشای دیگر بر هیجان و سرعت و کندی و کم قدرتی دلالت دارد.